# Vlaamse Solidaire Vakbond
De Vlaamse Solidaire Vakbond (VSV) was een Belgische Vlaams-nationalistische vakbond.
De organisatie werd opgericht op 11 juli 2011. Ze ontstond uit de 'vakbondscel' van het Vlaams Belang, geleid door Marie-Rose Morel en Rob Verreycken, die ook de eerste voorzitter was. 
Bij de sociale verkiezingen van 2012 diende VSV in twee bedrijven een lijst in met telkens één kandidaat. In beide ondernemingen weigerde de werkgever de lijsten, omdat VSV niet de benodigde 50.000 representatieve leden telde. Ze trachtte de wetgeving te omzeilen door een afdeling te worden van de Britse extreemrechtse vakbond Solidarity. De VSV startte twee proefprocessen wegens vermeende discriminatie omdat haar twee kandidaten geweigerd waren. De VSV verloor beide zaken zowel in eerste aanleg als in beroep. In een van de zaken werd in 2014 cassatieberoep aangetekend.
Sindsdien is het stil rond de organisatie of is ze opgehouden te bestaan. Ze nam niet deel aan de sociale verkiezingen van 2016 of 2020.